# One Wild Night Live 1985-2001
One Wild Night Live 1985-2001 es el primer álbum en vivo  de la banda estadounidense de rock Bon Jovi. Contiene catorce canciones en directo y una versión de estudio. Incluye versiones de las canciones "Rockin' in the Free World" de Neil Young y "I Don't Like Mondays" de The Boomtown Rats, con la aparición estelar del cantante Bob Geldof. Aunque el nombre del álbum indica que las canciones se grabaron entre 1985 y 2001, solo dos de ellas fueron grabadas antes de 1995 ("Runaway" e "In and Out of Love" en 1985). El álbum ocupó la posición #20 en la lista de éxitos estadounidense Billboard 200.

## Lista de canciones
1. "It's My Life" (en directo desde Toronto, Canadá, 27 de noviembre de 2000) - 3:52
2. "Livin' On A Prayer" (en directo desde Zúrich, Suiza, 30 de agosto de 2000) - 5:14
3. "You Give Love a Bad Name" (en directo desde Zúrich, Suiza, 30 de agosto de 2000) - 3:54
4. "Keep The Faith" (en directo desde Nueva York, Estados Unidos, 20 de septiembre de 2000) - 6:20
5. "Someday I'll Be Saturday Night" (en directo desde Melbourne, Australia, 10 de noviembre de 1995) - 6:31
6. "Rockin' In The Free World" (en directo desde Johannesburgo, Sudáfrica, 1 de diciembre de 1995) - 5:41
7. "Something To Believe In" (en directo desde Yokohama, Japón, 19 de mayo de 1996) - 6:01
8. "Wanted Dead or Alive" (en directo desde Nueva York, Estados Unidos, 20 de septiembre de 2000) - 6:01
9. "Runaway" (en directo desde Tokio, Japón, 28 de abril de 1985) - 4:50
10. "In and Out of Love" (en directo desde Tokio, Japón, 28 de abril de 1985) - 6:13
11. "I Don't Like Mondays" (con Bob Geldof; en directo desde Londres, Reino Unido, 25 de junio de 1995) - 5:40
12. "Just Older" (en directo desde Toronto, Canadá, 27 de noviembre de 2000) - 5:14
13. "Something For The Pain" (en directo desde Melbourne, Australia, 10 de noviembre de 1995) - 4:23
14. "Bad Medicine" (en directo desde Zúrich, Suiza, 30 de agosto de 2000) - 4:20
15. "One Wild Night 2001" (Versión de estudio) - 3:44

### Vídeoclips
- "One Wild Night"
- "Wanted Dead or Alive 2001"

## Créditos
- Jon Bon Jovi - voz, guitarra
- Richie Sambora - guitarra, coros
- Tico Torres - batería, percusión
- David Bryan - teclados, coros
- Alec John Such - bajo, coros (en las canciones 9 y 10)

### Músicos adicionales
- Hugh McDonald – bajo, coros
- Bob Geldof - voz (en la canción 11)

## Certificaciones
| País                   | Certificación | Ventas por certificado |
| ---------------------- | ------------- | ---------------------- |
| Alemania (BVMI)        | Oro           | 150.000                |
| Austria (IFPI Austria) | Oro           | 20.000                 |
| Brasil (PMB)           | Oro           | 50.000                 |
| Canadá (CRIA)          | Oro           | 50.000                 |
| España (PROMUSICAE)    | Platino       | 100.000                |
| Reino Unido (BPI)      | Plata         | 60.000                 |
| Suiza (IFPI Suiza)     | Platino       | 15.000                 |